# لوك بونير
لوك بونير (28 مارس 1985 في الولايات المتحدة - ) (بالإنجليزية: Luke Bonner)‏ هو لاعب كرة سلة أمريكي في مركز الوسط. لعب مع نادي نبتونس لكرة السلة وAlba Fehérvár ‏ وأوستن سبيرز.

## وصلات خارجية
- لوك بونير على موقع كلية كرة السلة في سبورتس رفرنس.كوم (الإنجليزية)
- لوك بونير على موقع ريلجم (الإنجليزية)
- لوك بونير على موقع بروبوليرز (الإنجليزية)